# Leo Nomellini
Leo Joseph Nomellini (19 de junio de 1924 - 17 de octubre de 2000) fue un jugador de fútbol americano de la NFL, que jugó con los San Francisco 49ers. Nació en Lucca, en la Toscana italiana. Su familia se mudó a la ciudad de Chicago cuando era un niño. Jamás jugó al fútbol americano hasta que se unió a los Marines en 1942. Después de servir en el Pacífico durante la Segunda Guerra Mundial, se le otorgó una beca atlética y decidió asistir a la Universidad de Minnesota. Al principio jugó como guardia, pero fue cambiado a la posición de tackle al año siguiente. Fue seleccionado en dos ocasiones como All-American en su estadía en el equipo de fútbol americano de los Minnesota Golden Gophers en 1948 y 1949. En 1950 se convirtió en la primera selección de draft en la historia de los 49ers.
Nomellini jugó en todos los partidos de los 49ers durante 14 temporadas.  En sus primeros tres años con San Francisco jugó como tackle ofensivo siendo seleccionado como All-Pro en 1951 y 1952. En 1953 fue cambiado a la posición de tackle defensivo, siendo también elcto como All Pro en ese mismo año, así como en 1954, 1957 y 1959. Finalmente se retiró en 1963.
Nomellini fue elegido al Salón de la Fama del Fútbol Americano Universitario en 1977 y al Salón de la Fama del Fútbol Americano Profesional en 1969 y es el único miembro del Salón de la Fama Profesional que ha nacido en Italia.
Durante la temporada baja de fútbol americano, Nomellini frecuentemente era luchador profesional, haciéndose llamar Leo "The Lion" Nomellini.

## Campeonatos y logros
- NWA Minneapolis Wrestling and Boxing Club - American Wrestling Association
  - AWA World Tag Team Championship (1 vez) con Wilbur Snyder
  - NWA World Tag Team Championship (3 veces) con Verne Gagne (2) y Butch Levy (1)
- NWA San Francisco
  - NWA World Heavyweight Championship
  - NWA San Francisco Tag Team Championship (4 veces) con Hombre Montana (1), Enrique Torres (2) y Rocky Brown (1)